# Monastero di San Macario il Grande
Il monastero di San Macario il Grande, anche noto come Dayr Abū Maqār (in arabo دير الأنبا مقار الكبير‎?), è tra i monasteri cristiani più antichi al mondo, fondato nel IV secolo da Macario il Grande. È un luogo di culto della Chiesa ortodossa copta. È situato nel Wādī al-Natrūn, nel governatorato di Beheira, in Egitto, a circa 92vkm a nord-ovest del Cairo, ai margini dell'autostrada Cairo-Alessandria.

## Fondazione
Il primissimo nucleo del monastero risale al 360 d.C. quando san Macario il Grande si trasferì in quest'area diventando il padre spirituale di più di quattromila monaci di diverse nazionalità. Dalla sua fondazione nel IV secolo a oggi, il monastero è stato sempre abitato da monaci. Molti santi cristiani sono stati monaci del Monastero di san Macario tra questi: Macario di Alessandria, Giovanni Kolobos, Pafnuzio di Scete, Isidoro di Scete, Arsenio il Grande, Mosè l'Etiope, Poemen il Grande, Serapione di Alessandria e molti altri.

## Rifondazione
Nel 1969, il monastero fu rifondato, sia spiritualmente che architettonicamente, con l'arrivo di dodici monaci sotto la guida spirituale di padre Matta El Meskin. Questi monaci avevano trascorso dieci anni di vita semi-anacoretica in grotte scavate nel deserto di al-Rayyan, circa 50 km a sud dell'oasi del Fayyum.
Il monastero di San Macario il Grande mantiene rapporti spirituali e fraterni con numerosi monasteri all'estero tra cui il monastero di Chevetogne in Belgio, l'abbazia di Solesmes, la comunità di Bose in Italia, il Dayr al-Harf in Libano, le Fraternità di Gerusalemme in Italia e in Francia.

Nel Monastero di san Macario il Grande esistono numerose reliquie di santi tra cui quelle di Macario il Grande, Macario Alessandrino e Macario, vescovo di Tkaw (Antaeopolis), dei quarantanove anziani martiri di Scete e di Giovanni Kolobos.

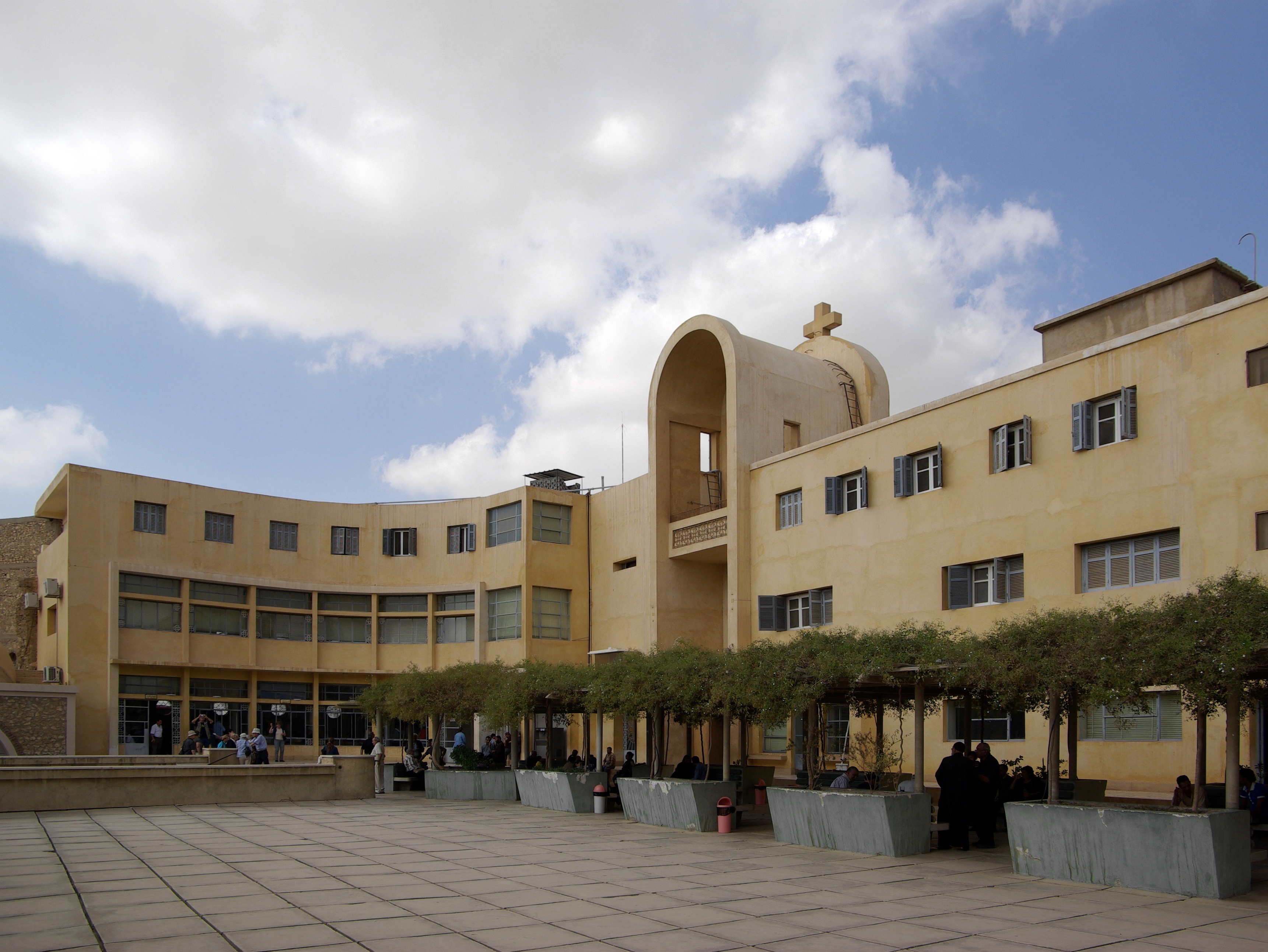
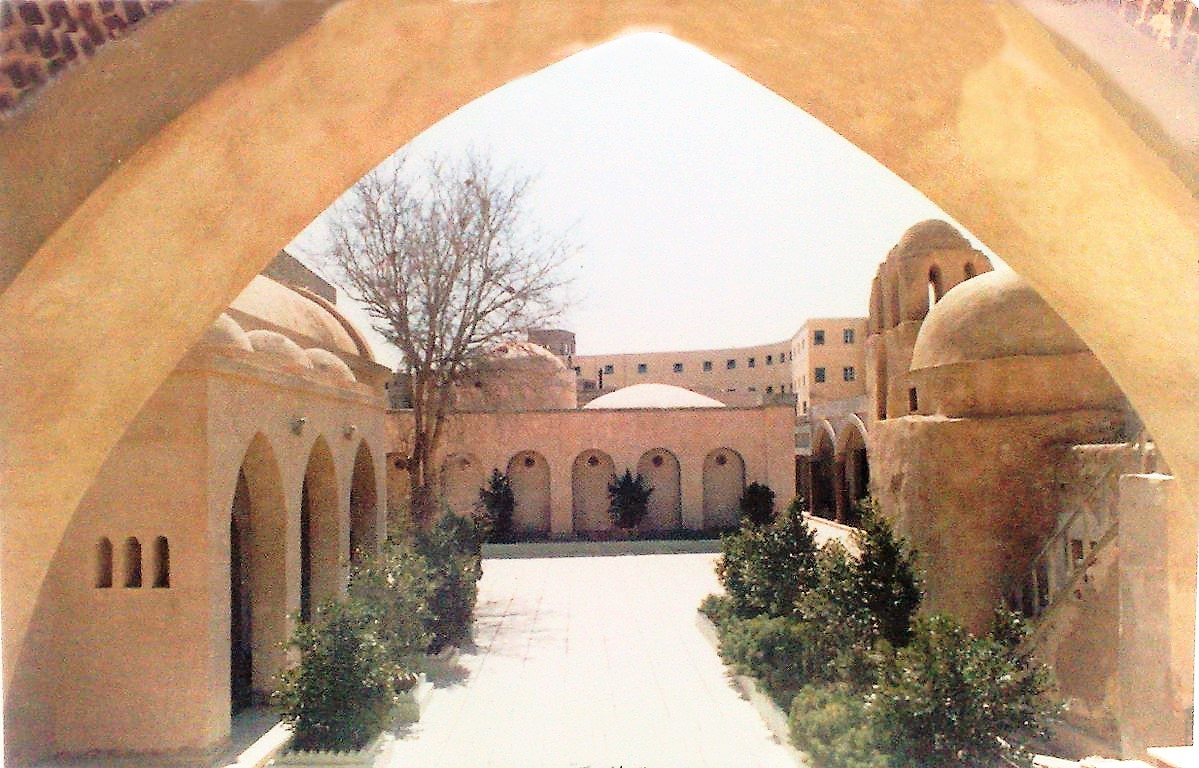
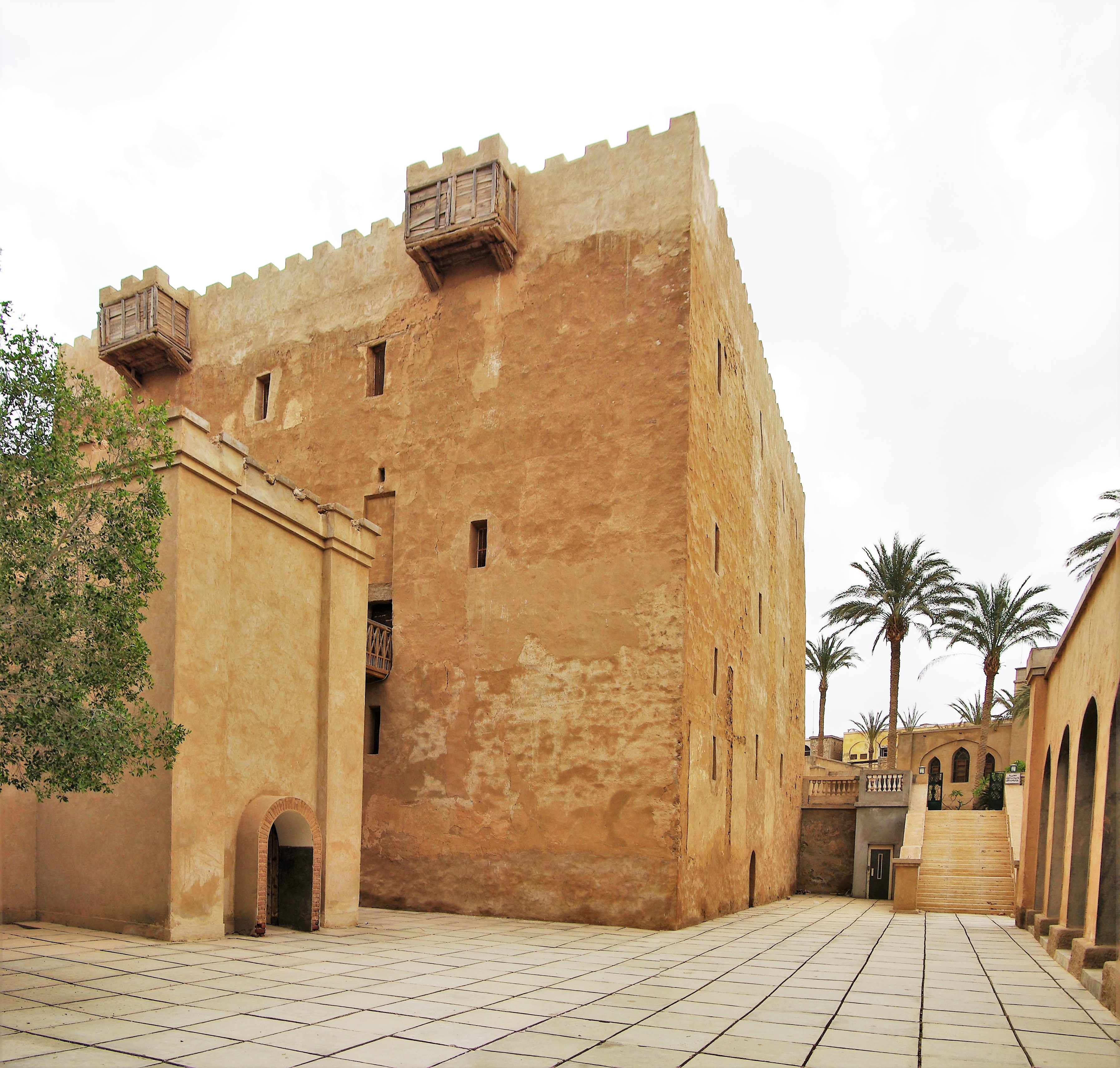
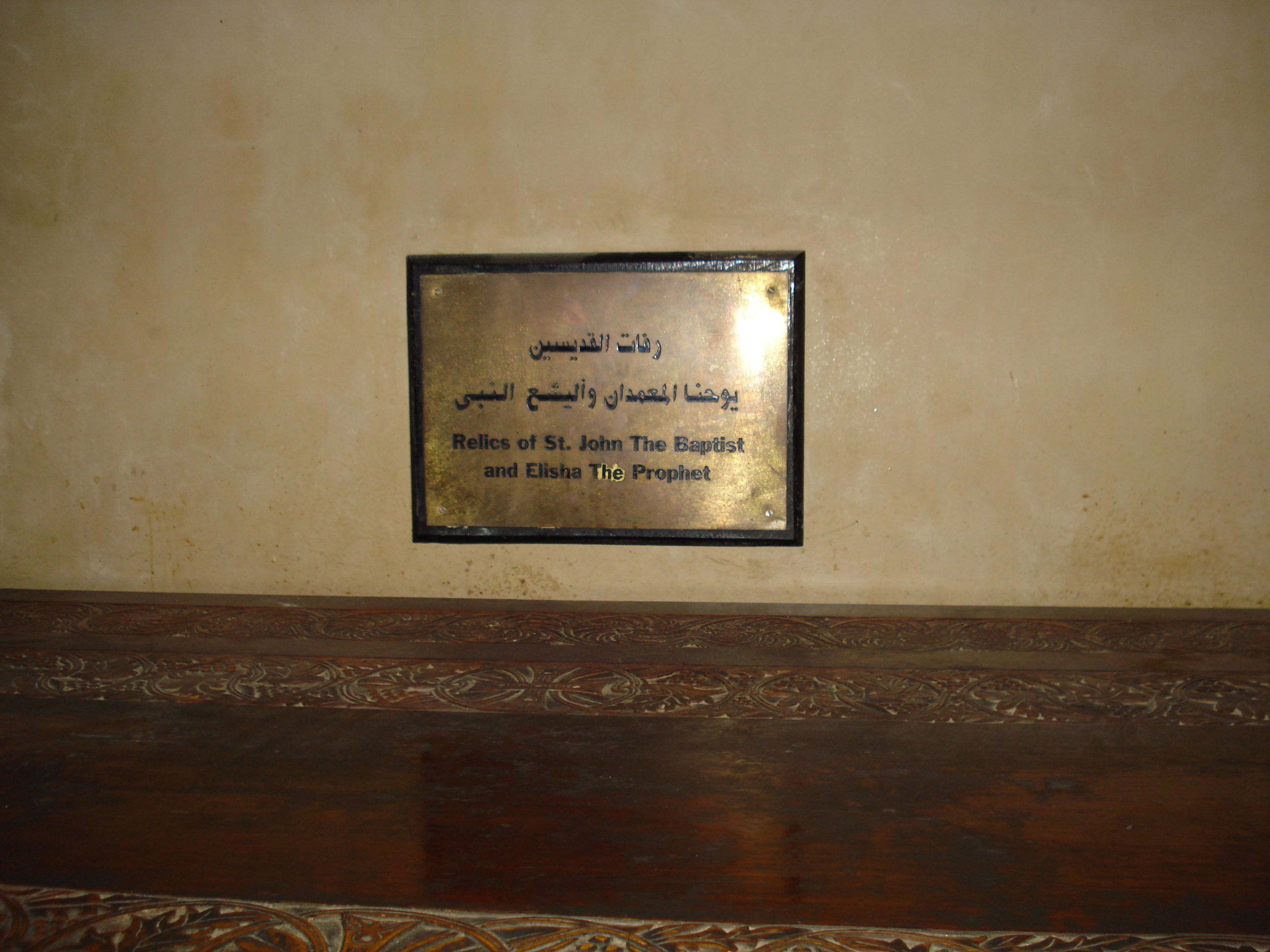
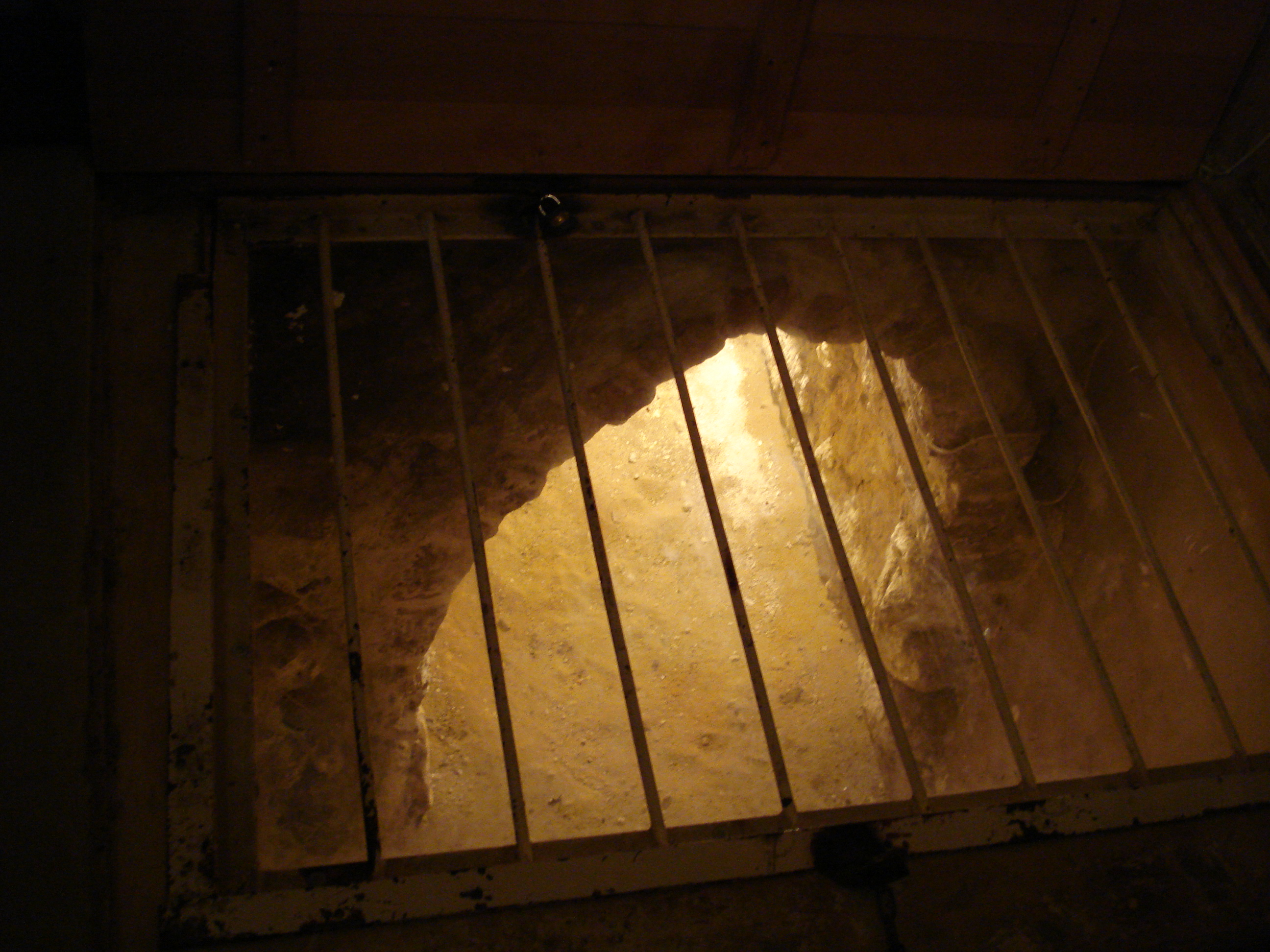

## Papi copti che sono stati monaci del monastero di san Macario
| - Papa Giovanni I (II) (496-505) - Papa Giovanni III (680-689) - Papa Isacco (690-692) - Papa Cosma I (729-730) - Papa Michele I (743-767) - Papa Mina I (767-776) - Papa Giovanni IV (777-799) - Papa Marco II (799-819) - Papa Giacomo (819-830) | - Papa Simeone II (830) - Papa Giuseppe I (831-849) - Papa Cosma II (851-858) - Papa Shenuda I (859-880) - Papa Michele III (880-907) - Papa Gabriele I (910-920) - Papa Macario I (932-952) - Papa Teofane (952-956) - Papa Mina II (956-974) - Papa Filoteo (979-1003) | - Papa Shenoda II (1032-1046) - Papa Cirillo II (1078–1092) - Papa Michele IV (1092-1102) - Papa Macario II (1102-1128) - Papa Michele V (1145-1146) - Papa Pietro V (1340-1348) - Papa Marco V (1603-1619) - Papa Matteo III (1631-1646) - Papa Dimitrio II (1861-1870) |

## Anba Epiphanius
Dal 2013 al 2018 l'abate del monastero di san Macario il Grande è stato il vescovo Anba Epiphanius, monaco del monastero. Il 29 luglio 2018 è stato assassinato attorno alle 3 del mattino mentre si recava a presiedere la liturgia eucaristica domenicale. Della sua morte sono attualmente accusati due monaci del monastero: Isaia e Faltaos (Filotheos).
Quaranta giorni dopo la sua morte il papa Tawadros II ha inaugurato all'interno del monastero una casa di ritiro dedicata al vescovo-abate "Anba Epiphanius Retreat House" (Casa di ritiro Anba Epiphanius) per l'accoglienza dei pellegrini stranieri.

## Altri monasteri del Deserto di Scete
- Monastero di San Pishoi
- Monastero dei Siri
- Monastero Paromeos